# Chartocerus ruskini
Chartocerus ruskini är en stekelart som först beskrevs av Girault 1921.  Chartocerus ruskini ingår i släktet Chartocerus och familjen långklubbsteklar. Inga underarter finns listade i Catalogue of Life.